# Сергеев, Игорь Николаевич (белорусский футболист)
И́горь Никола́евич Серге́ев (род. 9 марта 1973) — белорусский и российский футболист, вратарь.

## Карьера
Воспитанник могилёвского В 1991 году играл резервной команде местного «Днепра». В 1992—1993 годах защищал цвета клуба Высшей лиги «Ведрич». В 1993 году пополнил ряды «Трансмаша», с которым выиграл Первую лигу в 1996 году. В 1998 году вернулся в «Ведрич-97». В 1999 году перешёл в «Вейно-Днепр». В 2000 году подписал контракт с «Оршей». В 2001—2002 годах защищал цвета «Океана». В 2006 году завершил карьеру в клубе «Портовик-Энергия».

## Достижения
- Победитель Первой лиги: 1996